# Taup
Taup o Taupe és un color situat e la gamma del gris i el marró fosc. La paraula taupe deriva del llatí que significa talp.
Originalment, aquest color només es referia al color de pell del talp francès, però aquest color es va ampliar en una extensa gamma de diferents tons. El color es pot utilitzar per definir una gran varietat de colors marrons grisencs. A vegades, fins i tot, tant dissenyadors com artistes no estan d'acord amb el color a què “Taupe” correspon.
En el còmic de Tintín a Amèrica, Hergé utilitza aquesta paraula per definir la pell dels Peus Negres.